# Distrito de Recklinghausen
El distrito de Recklinghausen (en alemán: Kreis Recklinghausen) es una comarca de Alemania que se encuentra al norte del Ruhrgebiet, al noroeste del estado federal de la Renania del Norte-Westfalia. Pertenece a la región de Münster, y es miembro del Landschaftsverband Westfalen-Lippe y del Regionalverband Ruhr. La capital de la comarca es la ciudad de Recklinghausen.

## Historia
En la época medieval, una gran parte del territorio de la comarca actual en el área de Recklinghausen era conocida como Vest Recklinghausen; el territorio estaba adscrito al obispado de colonia.

## Composición de la comarca
| Ciudad 1. Recklinghausen, (121 674) 2. Marl, (90 338) 3. Dorsten, (79 403) 4. Castrop-Rauxel, (77 407) 5. Gladbeck, (76 594) 6. Herten, (64 522) 7. Haltern am See, (37 953) 8. Datteln, (36 452) 9. Oer-Erkenschwick, (30 484) 10. Waltrop, (30 002) |

Censo de habitantes al 30 de junio de 2006.